# 大分県内市町村指定文化財一覧
大分県内市町村指定文化財一覧（おおいたけんないしちょうそんしていぶんかざいいちらん）は、大分県内の市町村が指定（または登録、選択、選定）した文化財の一覧である。

## 市部
- 大分市指定文化財一覧
- 別府市指定文化財一覧
- 中津市指定文化財一覧
- 日田市指定文化財一覧
- 佐伯市指定文化財一覧
- 臼杵市指定文化財一覧
- 津久見市指定文化財一覧
- 竹田市指定文化財一覧
- 豊後高田市指定文化財一覧
- 杵築市指定文化財一覧
- 宇佐市指定文化財一覧
- 豊後大野市指定文化財一覧
- 由布市指定文化財一覧
- 国東市指定文化財一覧

## 東国東郡
- 姫島村指定文化財一覧

## 速見郡
- 日出町指定文化財一覧

## 玖珠郡
- 玖珠町指定文化財一覧
- 九重町指定文化財一覧